# Polygone régulier étoilé

Tous les sommets d’un polygone régulier étoilé sont répartis uniformément sur son cercle circonscrit et ses côtés tangents au cercle inscrit.

En géométrie, un polygone régulier étoilé (à ne pas confondre avec une partie étoilée) est un polygone régulier non convexe,  souvent appelé plus brièvement “polygone étoilé”, car des polygones étoilés non réguliers ne sont pas formellement définis.
Branko Grünbaum identifie deux notions primaires utilisées par Kepler, l'une étant le polygone régulier étoilé avec des arêtes sécantes qui ne génèrent pas de nouveaux sommets, et l'autre étant de simples polygones concaves.

## Étymologie
Quand le polygone étoilé a des sommets ou des côtés en nombre peu élevé, son nom peut combiner un préfixe numéral, tel que penta- pour un nombre cinq de sommets ou de côtés, avec le suffixe grec -gone ou bien -gramme (le nom du polygone est alors pentagone, ou bien pentagramme pour un pentagone étoilé). Le préfixe le plus courant vient du grec, mais nona- par exemple vient du latin, dans le nom "nonagramme" d’un polygone à neuf sommets, aussi appelé "ennéagramme".

## Polygone régulier étoilé
| {5/2} | {7/2} | {7/3}... |

Un polygone régulier étoilé est un polygone équiangle et équilatéral qui s'auto-intersecte, créé en reliant un sommet d'un polygone régulier à p côtés à un autre sommet non adjacent et en continuant le processus jusqu'à revenir au premier sommet. De manière alternative, pour des entiers p et q, on peut le considérer comme une construction reliant tous les q-ièmes sommets d'un ensemble de p sommets régulièrement espacés et placés circulairement. Par exemple, dans un pentagone régulier, une étoile à cinq branches peut s'obtenir en dessinant une ligne du premier point au troisième, puis du troisième au cinquième, puis du cinquième au deuxième, puis du deuxième au quatrième, et enfin du quatrième au premier. Bref, un polygone régulier étoilé peut être obtenu en étoilant un polygone régulier convexe.
Un polynôme régulier étoilé est dénoté par son symbole de Schläfli {p/q}, où p et q sont premiers entre eux et q ≥ 2.
Le groupe de symétrie de {n/k} est le groupe diédral Dn d'ordre 2n indépendant de k.
Les polygones réguliers étoilés ont été étudiés pour la première fois systématiquement par Thomas Bradwardine, puis plus tard Kepler.

### Polygone étoilé dégénéré
Si p et q ne sont pas premiers entre eux, on obtient un polygone dégénéré caractérisé par des sommets et/ou des arêtes qui coïncident. Par exemple, {6/2} apparaîtra comme un triangle, mais correspond à deux ensembles de sommets {1,2,3} et {4,5,6}. Il faut voir cela non pas comme deux triangles superposés mais comme un polygone unique rebouclé sur lui-même,.

## Polygone étoilé simple isotoxal
Lorsque les lignes sécantes sont enlevées, les polygones étoilés ne sont plus réguliers, mais peuvent être vu comme des 2n-gones simples concaves isotoxaux. Branko Grünbaum représente ces étoiles par |n/d|. Elles ont la même géométrie que les polygones {n/d} avec une notation {nα} plus générale qui représente une étoile à n branches avec chacune un angle interne de α < 180(1 - 2/n) degrés. Pour |n/d|, les sommets internes ont un angle extérieur β de 360(d-1)/n
| \|n/d\| {nα}           | {330°} | {630°} | \|5/2\| {536°} | {445°} | \|8/3\| {845°} | \|6/2\| {660°} | {572°} |
| α                      | 30°    | 30°    | 36°            | 45°    | 45°            | 60°            | 72°    |
| β                      | 150°   | 90°    | 72°            | 135°   | 90°            | 120°           | 144°   |
| ---------------------- | ------ | ------ | -------------- | ------ | -------------- | -------------- | ------ |
| Étoile isotoxale       |        |        |                |        |                |                |        |
| Polygone associé {n/d} | {12/5} | {12/5} | {5/2}          | {8/3}  | {8/3}          | {6/2}          | {10/3} |

Ces polygones sont souvent observés dans les modèles de pavages. L'angle paramétrique β peut être choisi pour correspondre aux angles internes des polygones voisins dans de tels modèles.
| Star triangles   | Star squares        | Star hexagons       | Star hexagons       | Star octagons    |
| ---------------- | ------------------- | ------------------- | ------------------- | ---------------- |
| (3.3* α.3.3** α) | (8.4* π/4.8.4* π/4) | (6.6* π/3.6.6* π/3) | (6.6* π/3.6.6* π/3) | Not edge-to-edge |

## Intérieurs de polygones étoilés
L'intérieur d'un polygone étoilé peut être interprété de plusieurs manières. Trois de ces interprétations sont illustrés pour un pentagramme. Branko Grünbaum et Geoffrey Shephard considèrent deux d'entre elles comme polygones réguliers étoilés et 2n-gones isogonaux concaves.
Celles-ci incluent :
- à l'endroit d'un côté, un côté est traité comme l'extérieur et l'autre comme l'intérieur : il s'agit de l'interprétation de gauche (en rouge) sur l'illustration ;
- le nombre de fois qu'un polygone recouvre une région donné détermine sa densité. On donne à l'extérieur une densité nulle, et n'importe quelle région possédant une densité non nulle est traitée intérieure ; il s'agit de l'interprétation du milieu (en jaune) ;
- où une ligne peut être tracée entre deux côtés, la région où se trouve celle-ci est considérée comme intérieure à la figure. Il s'agit de l'interprétation de droite (en bleu).

Chacune des approches ci-dessus mène donne au polygone une aire différente.

## Exemples de polygones étoilés
| Un octagramme {8/3} rouge construit dans octogone régulier noir. | Sceau de Salomon (avec le cercle et les points). |